# Allium circumflexum
Allium circumflexum — вид рослин з родини амарилісових (Amaryllidaceae); ендемік Афганістану.

## Опис
Цибулини численні; зовнішні оболонки коричневі. Оцвітина пурпурна чи фіолетова; листочки оцвітини еліптично-яйцеподібні, внутрішні тичинкові нитки з трьома кінчиками.

## Поширення
Ендемік Афганістану.